# Mount Walsh
Mount Walsh je hora v severní části pohoří svatého Eliáše, na jihozápadě teritoria Yukon, v Kanadě. S nadmořskou výškou 4 506 metrů je jednadvacátou nejvyšší horou Severní Ameriky s prominencí vyšší než 500 metrů a náleží do první desítky nejvyšších hor Kanady. 
Mount Walsh leží na území Národního parku Kluane, východně od třetí nejvyšší kanadské hory Mount Lucania. Jihovýchodně pod horou leží druhotný vrchol Mount Walsh-Southeast Spur (4 227 m).